# Serkland

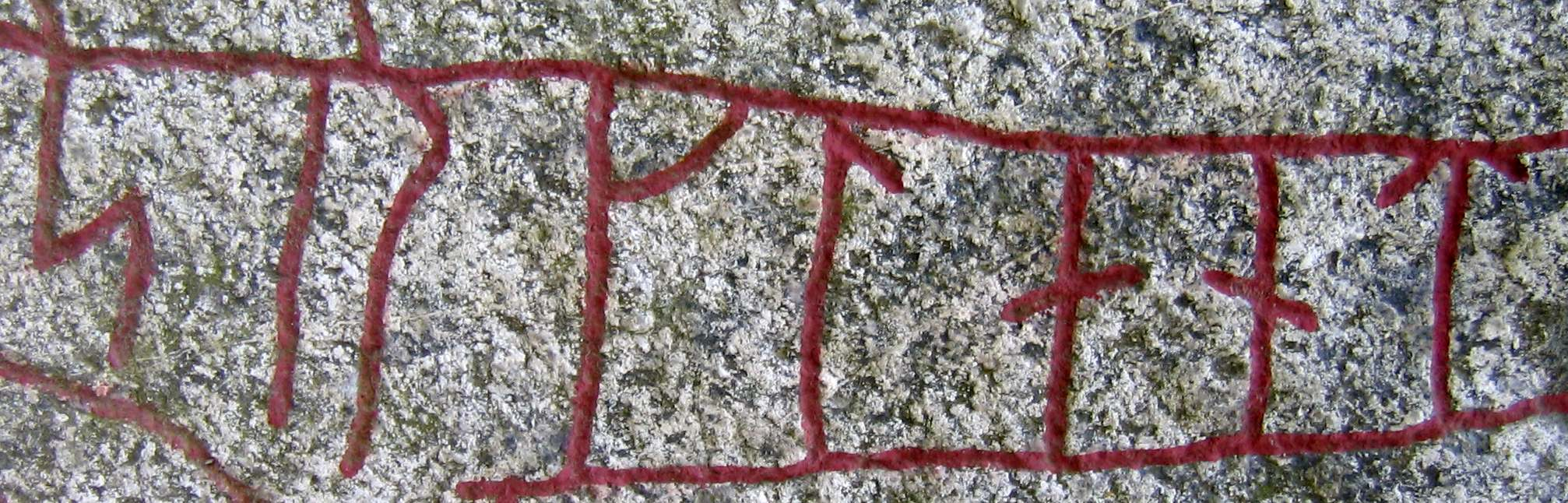
Srkland auf dem Runenstein in der Tillinge kyrke U 785

Serkland (auch Särkland) war im 11. und 12. Jahrhundert die altnordische Bezeichnung für das Reich der muslimischen Abbasiden und der angrenzenden Regionen.
Es wurde auf Runensteinen (Ingvarsteine) und in den Isländersagas (Ynglingasaga) erwähnt.

## Etymologie
Die altnordische Bezeichnung Serkland wurde international vor allem von den gleichen griechischen Wurzeln wie die Sarazenen abgeleitet, aber auch nach einer weiteren Vermutung vom Namen der chasarischen Stadt Sarkel oder vom altnordischen Wort für „Seide“ (schwedisch Silke). Eine andere Möglichkeit ist, dass Särkland „Ostland“ bedeutet, weil das arabische Wort für „Osten“ (arabisch شرق scharq, DMG šarq) ungefähr wie das schwedische Wort gesprochen wird.